# Lijst van heersers van Friesland
Dit is een lijst van heersers van Friesland.

## Koninkrijk Friesland
Een koninkrijk of hertogdom dat rond 700 het Hollandse kustgebied (Frisia ulterior) en een tijd lang ook delen van Utrecht (Frisia citerior) en wellicht de provincie Friesland omvatte 
- Finn, half mythisch en legendarische koning circa 400, bekend uit de epische gedichten Beowulf, Widsith en het Finnesburg Fragment. Waar zijn residentie was, is niet bekend.
- Audulf, alleen bekend van munten (gedateerd circa 600-630)
- Aldgisl, koning rond 689
- Radboud (-719), koning/hertog van circa 690-719
- (?) Poppo of Bubo, koning of hertog van (719-733/734) in de huidige provincie Friesland

## West-Frisia
Een graafschap dat voorafging aan het Graafschap Holland.
- Rorik, bekend als hertog (841 - 873)
- Godfried de Noorman, (882 - 885)
- Gerulf, ca. 885 - ca. 889
- Dirk I, ca. 916 - ca. 928
- Dirk II, ca. 970 - 988
- Arnulf 988 - 993
- Dirk III, 993 - 1039 (993 - 1005) regentes: Lutgardis van Luxemburg, moeder
- Dirk IV, (1039 - 1049)
- Floris I, (1049 - 1061)
- Dirk V, (1061 - 1091)

Zie voorts Lijst van graven van Holland.

## Westerlauwers Friesland

### Graven van Midden-Friesland
Graafschap Midden-Friesland.
- Liudolf, -1038
- Bruno II, 1038-1057
- Egbert I, 1057-1068
- Egbert II, 1068-1088
- Hendrik de Vette, 1101

### Potestaten
Friese Vrijheid. Let op, potestaat is een omstreden en grotendeels fictieve titel.
- Haringh Harinxma Donia (1400-1404) Westergo.
- Juw Dekama (1494-1498). Alleen voor Oostergo, kon zijn gezag niet handhaven wegens de toenemende strijd tussen de Schieringers en Vetkopers, en droeg de macht over aan Albrecht van Saksen.

### Gubernators
Friesland onder de Saksen.
- Albrecht van Saksen (1498-1500)
- Hendrik van Saksen (1500-1504)
- George van Saksen (1504-1515) stelde een gerechtshof en een munt in.

### Heren
Heerlijkheid Friesland.
- Keizer Karel V (1515–1555)
- Filips II van Spanje (1555–1598)
- Frans van Anjou (1580–1584)

Filips II van Spanje werd in 1581 afgezet met het Plakkaat van Verlatinghe nadat Frans van Anjou korte tijd (per Verdrag van Plessis-lès-Tours) als heer van Friesland werd erkend. Deze afzetting is bevestigd bij de Vrede van Münster in 1648. Sindsdien zijn er geen heersers van specifiek Friesland (en de andere zes provincies in de Noordelijke Nederlanden) meer geweest.